# Kaplica Najświętszego Serca Jezusowego w Ostrowitem
Kaplica Najświętszego Serca Jezusowego w Ostrowitem − wzniesiona w latach 1923-1930, według projektu znanego warszawskiego architekta dwudziestolecia międzywojennego Antoniego Dygata. Niewielka, o powierzchni użytkowej zaledwie 50 m² została zbudowana w stylu neobarokowym, o prostym rozwiązaniu przestrzennym, charakterystycznym dla jej projektanta.
Wejściem zwrócona jest ku wschodowi, na skrzyżowaniu dróg prowadzących z Rypina do Golubia-Dobrzynia i Lipna. Zbudowana na rzucie prostokąta z prezbiterium zamkniętym trójbocznie. Fundamenty wykonane z cegły. Ściany z cegły ceramicznej pełnej na zaprawie cementowo - wapiennej, dwustronnie tynkowane. Sklepienie kolebkowe z lunetami mieszczącymi okna. Więźba dachowa drewniana, krokwiowo - kleszczowa. Dach wysoki, dwuspadowy, kryty dachówką. W części prezbiterium dach wielospadowy. Otwory okienne i drzwi wejściowe zostały przesklepione pełnym łukiem, okna wykonane z drewna. Drzwi wejściowe w układzie wrót, pełne, dwuskrzydłowe z ozdobnymi zawiasami. Od strony wewnętrznej otwór wejściowy zamknięty jest dwuskrzydłową metalową kratą.

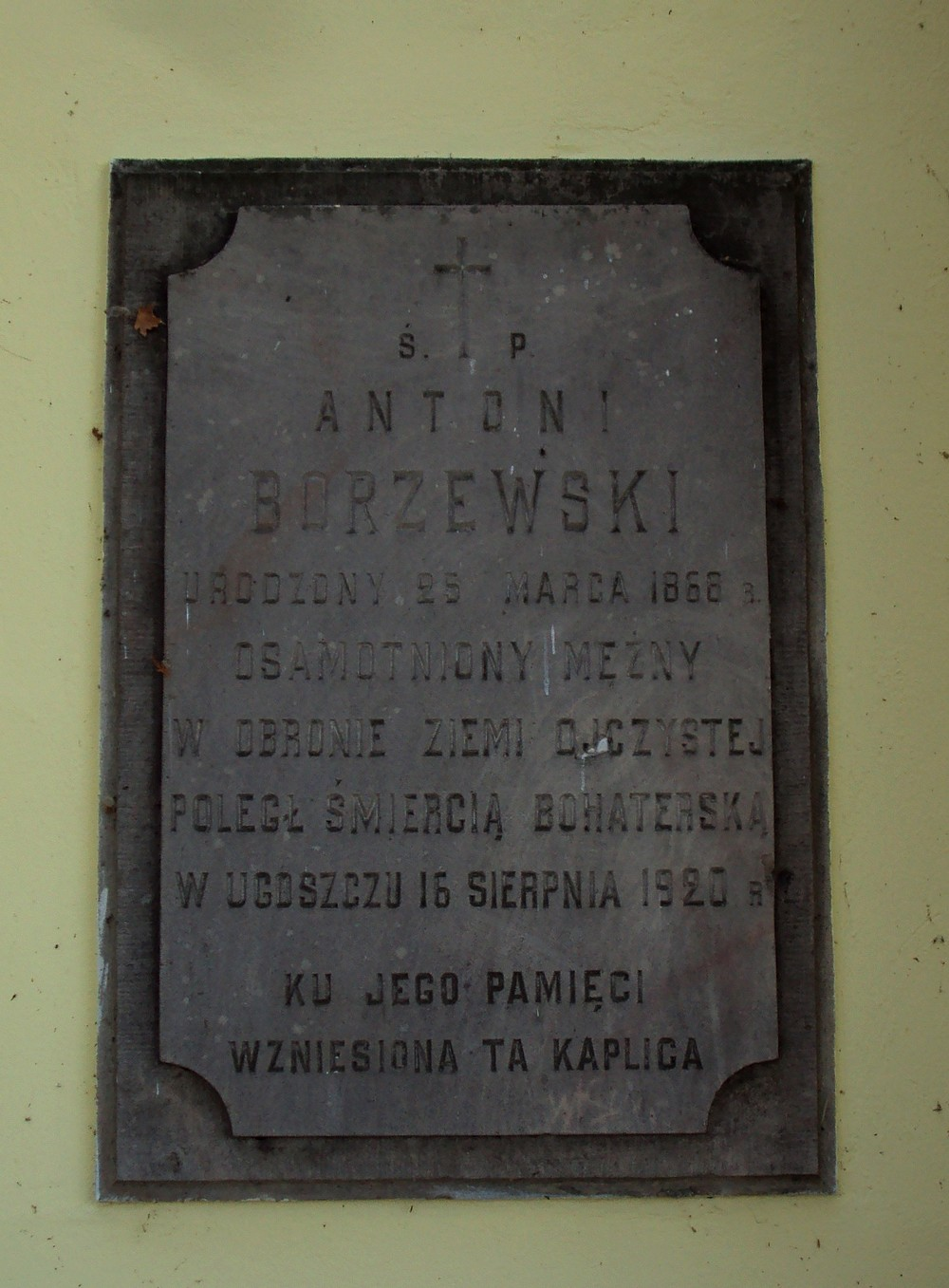
Tablica upamiętniająca Antoniego Borzewskiego

Skromna budowla posiada ciekawe elementy elewacji. Elewacje, rozczłonkowane szkarpami zwężają się ku górze, zakończone są profilowanymi gzymsami i pulpitowym daszkiem. Elewacja frontowa symetryczna. Na osi portal wejścia, zwieńczony profilowanym gzymsem. Nad nim, nieco cofnięty trójkątny szczyt oprofilowany z krzyżem. Korpus ujęty w narożne szkarpy. Nad gzymsem znajduje się trójkątny szczyt, a w nim okrągła płycina w profilowanej opasce. W płyciźnie tej umieszczono malowidło - Matka Boska z Dzieciątkiem.
Elewacje boczne kaplicy są trzyosiowe. W każdym polu znajduje się okno. Na elewacji frontowej umieszczone są dwie pamiątkowe płyty. Jedna z nich przypomina o fundatorach kaplicy, założycielach miejscowej cukrowni, druga upamiętnia Antoniego Borzewskiego, jednego z właścicieli tegoż zakładu, który zginął broniąc swej posiadłości w Ugoszczu podczas najazdu bolszewickiego w 1920 r.
Kaplica zarówno w okresie międzywojennym, jak też po wojnie odgrywała rolę kościółka filialnego, gdzie mszę święta odprawiał proboszcz parafii Trąbin, do której należała wieś i osada fabryczna Ostrowite. 23 marca 1976 r. została utworzona parafia św. Stanisława Kostki. Do czasu wybudowania w latach osiemdziesiątych kościoła obok kaplicy, spełniała ona rolę kościoła parafialnego. Po oddaniu do użytku nowego, okazałego kościoła, kaplica pełni rolę kostnicy. W sierpniu 1977 r. decyzją Wojewody Włocławskiego kaplica wraz z terenem o powierzchni 0,57 ha została przekazana gminie. Obecnie stanowi własność miejscowej parafii.